# Smittium simulatum
Smittium simulatum är en svampart som beskrevs av Lichtw. & Arenas 1996. Smittium simulatum ingår i släktet Smittium och familjen Legeriomycetaceae.   Inga underarter finns listade i Catalogue of Life.